# Нуриев, Аслан Ибрагим оглы
Аслан Ибрагим оглы Нуриев (азерб. Aslan İbrahim oğlu Nuriyev; 2 апреля 1899, Елизаветпольский уезд — ?) — советский азербайджанский животновод, Герой Социалистического Труда (1958).

## Биография
Родился 2 апреля 1899 года в селе Карабуджак Елизаветпольского уезда Елизаветпольской губернии (ныне село Мискинлы Кедабекского района Азербайджана).
С 1933 года — заведующий овцеводческой фермой, с 1953 года — старший чабан колхоза «Азербайджан» (бывший колхоз «III Интернационал») Кедабекского района. В 1957 году вырастил от 100 тонкошерстных овцематок 112 ягнят, с каждой овцы состриг 5,4 килограммов шерсти. В 1959 году вырастил от 100 тонкошерстных овцематок 130 ягнят, с каждой овцы состриг 6 килограммов шерсти.
Указом Президиума Верховного Совета СССР от 21 ноября 1958 года за выдающиеся успехи, достигнутые в деле развития овцеводства и увеличения производства шерсти Нуриеву Аслану Ибрагим оглы присвоено звание Героя Социалистического Труда с вручением ордена Ленина и золотой медали «Серп и Молот».
Активно участвовал в общественной жизни Азербайджана. Член КПСС с 1963 года. Депутат Верховного Совета Азербайджанской ССР 5-го созыва.
С 1969 года — пенсионер союзного значения.